# Хамра (Якутія)
Хамра (рос. Хамра) — селище у Ленському улусі Республіки Сахи Російської Федерації.
Населення становить 121  особу. Орган місцевого самоврядування — Ярославський наслег.

## Географія

### Клімат
| Клімат Хамри              | Клімат Хамри | Клімат Хамри | Клімат Хамри | Клімат Хамри | Клімат Хамри | Клімат Хамри | Клімат Хамри | Клімат Хамри | Клімат Хамри | Клімат Хамри | Клімат Хамри | Клімат Хамри | Клімат Хамри |
| Показник                  | Січ.         | Лют.         | Бер.         | Квіт.        | Трав.        | Черв.        | Лип.         | Серп.        | Вер.         | Жовт.        | Лист.        | Груд.        | Рік          |
| Середній максимум, °C     | −26,7        | −21,6        | −8,2         | 2,2          | 11,9         | 21,5         | 24,6         | 20,9         | 11,8         | −0,5         | −15,4        | −24,4        | 0            |
| Середня температура, °C   | −31,6        | −28,1        | −16,6        | −4,7         | 5,7          | 14,4         | 17,8         | 14,7         | 6,7          | −4,5         | −20,2        | −29,1        | −6           |
| Середній мінімум, °C      | −36,4        | −34,5        | −25          | −11,6        | −0,5         | 7,3          | 11,1         | 8,5          | 1,6          | −8,5         | −25          | −33,8        | −12          |
| Норма опадів, мм          | 20           | 13           | 11           | 15           | 33           | 51           | 57           | 59           | 43           | 30           | 29           | 26           | 387          |
| ------------------------- | ------------ | ------------ | ------------ | ------------ | ------------ | ------------ | ------------ | ------------ | ------------ | ------------ | ------------ | ------------ | ------------ |
| Джерело: climate-data.org |              |              |              |              |              |              |              |              |              |              |              |              |              |

## Історія
Згідно із законом від 30 листопада 2004 року органом місцевого самоврядування є Ярославський наслег.

## Населення
| 2002 | 2010 |
| ---- | ---- |
| 182  | ↘121 |